# Germagno
Germagno ist eine Gemeinde in der italienischen Provinz Verbano-Cusio-Ossola (VB) in der Region Piemont.

## Lage und Einwohner
Germagno liegt rund 20 km südwestlich von der Provinzhauptstadt Verbania entfernt. Sie umfasst eine Fläche von 2,9 km² und hat 185 Einwohner (Stand 31. Dezember 2023). Zu Germagno gehört die Fraktion Carsone. Germagno ist Teil der Unione Montana della Valle Strona e delle Quarne und befindet sich am Ökomuseum des Orta- und Mottarone.
Die Nachbargemeinden sind Casale Corte Cerro, Loreglia, Omegna und Quarna Sopra.